# Гранха ел Љано (Истлавакан де лос Мембриљос)
Гранха ел Љано (шп. Granja el Llano) насеље је у Мексику у савезној држави Халиско у општини Истлавакан де лос Мембриљос. Насеље се налази на надморској висини од 1550 м.

## Становништво
Према подацима из 2005. године у насељу су живела 4 становника.

### Хронологија
| Година       | 2005 |
| ------------ | ---- |
| Становништво | 4    |

### Попис
| # | Индикатор                        | Вредност |
| - | -------------------------------- | -------- |
| 1 | Укупно појединачних домаћинстава | 1        |